# Juto-aztécké jazyky
Juto-aztécké jazyky jsou středně velkou rodinou indiánských jazyků Severní Ameriky.
Spolu s kajova-tanoskými jazyky bývají juto-aztécké jazyky někdy spojovány do aztécko-tanoského jazykového kmene, jeho existence ovšem není všeobecně přijímána.
Drtivá většina mluvčích připadá na nahuatl (aztéčtinu) a jeho různá nářečí, jimiž mluví téměř 1,5 milionu lidí.

## Dělení
Severní větev:
- hopijština (asi 3 000 ml., sev. Arizona)
- tübatulabal
- numi
  - střední
    - komančština
    - timbiša (pás dialektů)
    - šošonština (pás dialektů)

  - jižní
    - kawaiisu
    - Colorado River (pás dialektů, např. chemehuevi, jižní paiute, ute)

  - západní
    - mono
    - severní paiute (pás dialektů)
- taki
  - serransko-gabrielinské
    - serranské
      - serrano
      - kitanemuk †

    - cabrielino-fernandeño †

  - cupanské
    - cahuillsko-cupeñské
      - cahuilla
      - cupeño

    - luiseño-juaneño

Jižní větev:
- pima (tepima)
  - pima-papago (cc. 13 000 mluvčích v Arizoně a mexickém státě Sonora)
  - pima bajo
  - tepehuánské jazyky
  - tepekano †
- tarakahitské (jaki)
  - tarahumaranské
    - tarahumara (asi 12 000 mluvčích, mex. stát Chihuaha)
    - guarijío

  - tubar †
  - kahita
  - opatanské
    - ópata †
    - eudeve †?
- korachol-aztécké
  - kora-huicholské
    - kora
    - huichol (víčol) (5 000 ml., mex. st. Nayarit a México)

  - nahuánské jazyky (aztécké)
    - pochutek †
    - hlavní větev
      - pipil (nahuate, nawat)
      - nahuatl (aztéčtina) (asi 1,5 milionu mluvčích v řadě nářečí)